# Neo Geo Pocket Color
Der Neo Geo Pocket Color ist eine Handheld-Konsole von SNK (Shin Nikon Kikaku). Er erschien 1999, ein Jahr nach seinem Vorgänger, dem Neo Geo Pocket, und stand in direkter Konkurrenz zu Nintendos Game Boy Color, der ebenfalls 1999 erschien.
Im Gegensatz zum Game Boy Color jedoch blieb dieser 16-Bit Handheld in Amerika und in Europa nahezu unbekannt.
Nach dem Konkurs von SNK am 30. Oktober 2001 wurden die geistigen Eigentumsrechte kollektiv auf das Nachfolgeunternehmen SNK Playmore (später SNK der zweiten Generation) übertragen, die Entwicklung von Neo Geo Pocket Color wurde jedoch nach dem Konkurs eingestellt.

## Verkauf
Nach einem guten Verkaufsstart sowohl in den Nordamerika als auch in Japan mit 14 Starttiteln (damals ein Rekord), anschließender geringer Einzelhandelsunterstützung in den USA, mangelnder Kommunikation mit Drittentwicklern durch das amerikanische Management von SNK, Die Popularität von Nintendos Pokémon- Franchise und die Vorfreude auf den 32-Bit-Version Game Boy Advance was zu sinkenden Verkaufszahlen führte. sowie die starke Konkurrenz durch Bandais WonderSwan in Japan führten in beiden Regionen zu einem Umsatzrückgang.

## Technische Daten
- Prozessor:
  - 16-Bit CPU
- Display:
  - Custom Color reflective TFT (Thin-Film Transistor), LC-Display
  - 160 × 152 Pixel
  - 146 Farben aus einer Farbpalette von 4096 Farben
  - 2,6″ Bilddiagonale
- Sound
  - Mono (Speaker)
  - Stereo (Kopfhörer)
- Externe Verbindung
  - 5-Pin-Link-Kabel
  - Dreamcast-Linkkabel
- Weitere Komponente
  - eingebautes Memory Back-Up System
  - Serial Port für Link-Kabel
  - Batteriefach
  - Kopfhöreranschluss
  - Uhr
  - Kalender
  - Alarm
  - Horoskop
- Stromversorgung
  - 2 × AA-Batterien (Betriebsdauer: 35–40 Stunden)

## Im englischen Sprachraum erschienene Spiele

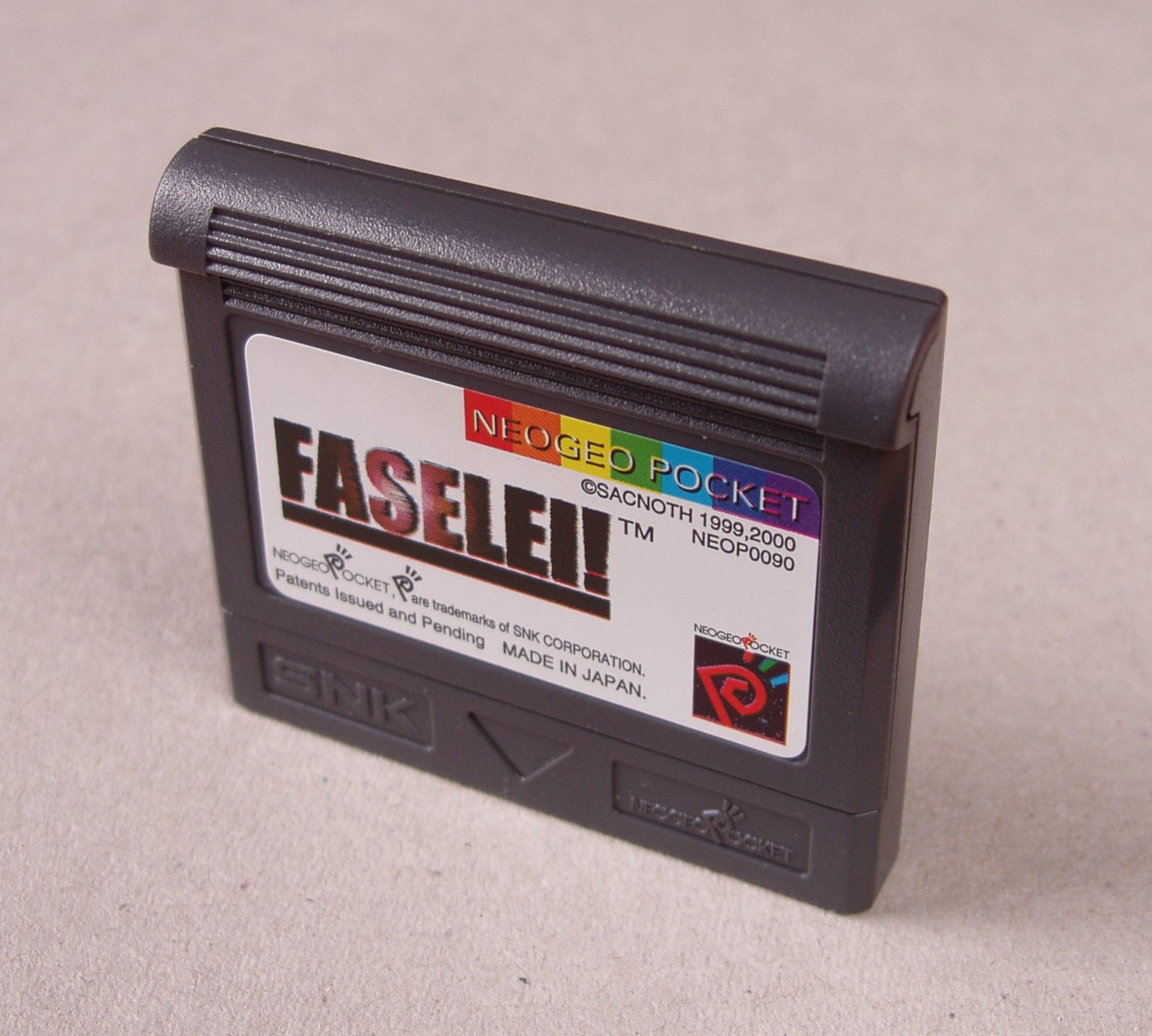
Steckmodul Faselei

| - Baseball Stars Color - Bio Motor Unitron - Crush Roller - Dark Arms - Dive Alert - Dynamite Slugger - Evolution: Eternal Dungeons - Faselei! - Fatal Fury: First Contact - Gals’ Fighters - King of Fighters R-2 - Magical Drop Pocket - Metal Slug: 1st Mission - Metal Slug: 2nd Mission - Neo Geo Cup ’98 Plus Color | - Neo Turf Masters - Neo 21 - Pac-Man - Pocket Tennis Color - Puyo Pop Fever - Puzzle Bobble Mini/Bust-a-Move Pocket - Puzzle Link - Puzzle Link 2 - Samurai Shodown - Samurai Shodown 2 - Shanghai Mini - SNK vs Capcom: Card Fighters Clash - SNK vs Capcom: Match of the Millennium - The Last Blade - Sonic the Hedgehog Pocket Adventure |